# Albert Hörrmann
Albert Hörrmann (22 de abril de 1899 - 12 de julio de 1980) fue un actor alemán.

## Biografía
También conocido como Albert Hoerrmann, nació en Múnich, Alemania. A finales de los años 1920 actuó en teatros de Berlín, entre ellos el Theater am Schiffbauerdamm. Entre sus papeles figuran el de Karl en Pioniere in Ingolstadt (1929) y el de un hombre en la pieza de Peter Martin Lampel Wir sind Kameraden (1930). También participó en el estreno de la obra de Bertolt Brecht Die Mutter en 1932.
Desde 1939 a 1944 Hörrmann estuvo actuando en el Bayerisches Staatsschauspiel de Múnich, y entre 1945 y 1956 en Oldemburgo. En años posteriores también actuó en el Schauspiel Frankfurt. Actuó en 1961 en la obra de Yvan Goll Methusalem, en 1962 en la de Max Frisch Andorra, en 1973 en Der Abgrund (de Aleksandr Ostrovski), y en 1979 en Michael Kramer (de Gerhart Hauptmann).
Bajo la dirección de Peter Palitzsch fue Puntila en Herr Puntila und sein Knecht Matti (1962, en Wuppertal), el Padre Max en Heimkehr (de Harold Pinter, 1975, Fráncfort), y Domingo en Don Carlos (1979, Fráncfort). En 1969, en el Festival de Bad Hersfeld, fue el alcalde en La visita de la anciana dama.
A partir del año 1929 Hörrmann también asumió diferentes papeles cinematográficos, y en 1938 dirigió el film Der nackte Spatz. Se dio a conocer el gran público entre 1969 y 1971 gracias a la popular serie televisiva Königlich Bayerisches Amtsgericht, en la cual encarnaba a Josef Fäustl.
Albert Hörrmann falleció en Gravenbruch, Alemania, en 1980. Fue enterrado en el Cementerio Buchenbusch en Neu-Isenburg.

## Filmografía (selección)
- 1929 : Gefahren der Brautzeit
- 1931 : M
- 1931 : Gassenhauer
- 1933 : Kleiner Mann – was nun?
- 1933 : Drei Kaiserjäger
- 1933 : Der Page vom Dalmasse-Hotel
- 1934 : Abschiedswalzer
- 1934 : Die beiden Seehunde
- 1935 : Der stählerne Strahl
- 1935 : Alles um eine Frau
- 1935 : Der grüne Domino
- 1936 : Blinde Passagiere
- 1937 : Starke Herzen
- 1937 : Gleisdreieck
- 1938 : Das Geheimnis um Betty Bonn
- 1938 : Der nackte Spatz (dirección y guion)
- 1938 : Der Tiger von Eschnapur
- 1938 : Das indische Grabmal
- 1939 : Der grüne Kaiser
- 1940 : Der ewige Quell
- 1941 : Venus vor Gericht
- 1949 : Verspieltes Leben
- 1965 : Dr. Murkes gesammelte Nachrufe (telefilm)
- 1966 : Die Gentlemen bitten zur Kasse (miniserie)
- 1969 : Der Kommissar(serie TV), episodio Die Schrecklichen
- 1969–1971 : Königlich Bayerisches Amtsgericht (serie TV)
- 1976 : Der Hofmeister (telefilm)